# Laviéville
Laviéville es una comuna francesa situada en el departamento de Somme, en la región de Alta Francia.

## Demografía
| 110 | 104 | 126 | 129 | 136 | 134 | 171 |
| Para los censos de 1962 a 1999 la población legal corresponde a la población sin duplicidades (Fuente: INSEE [Consultar]) |     |     |     |     |     |     |